# Lendkanal
Lendkanal är en kanal i Österrike.   Den ligger i förbundslandet Kärnten, i den sydöstra delen av landet, 240 km sydväst om huvudstaden Wien.
I omgivningarna runt Lendkanal växer i huvudsak blandskog. Runt Lendkanal är det ganska tätbefolkat, med 144 invånare per kvadratkilometer.